# Чикалда
Чикалда (Чикалди, балка Чикалда) — река в России, протекает по одноимённой балке Чикалда на территории Приютненского района Республики Калмыкия и Ремонтненского района Ростовской области. Устье реки находится у озера Маныч. Длина реки составляет 101 км, площадь водосборного бассейна 855 км². Возле реки находятся населённые пункты Октябрьский и Краснопартизанский.

## Данные водного реестра
По данным государственного водного реестра России относится к Донскому бассейновому округу, водохозяйственный участок реки — Маныч от истока до Пролетарского гидроузла, без рек Калаус и Егорлык, речной подбассейн реки — бассейн притоков Дона ниже впадения Северского Донца. Речной бассейн реки — Дон (российская часть бассейна).
Код объекта в государственном водном реестре — 05010500712107000016453.

## Источник
- Атлас Республики Калмыкия, ФГУП «Северо-Кавказское аэрогеодезическое предприятие», Пятигорск, 2010 г., стр. 111, 112.